# Петропавловская церковь (Петергоф)

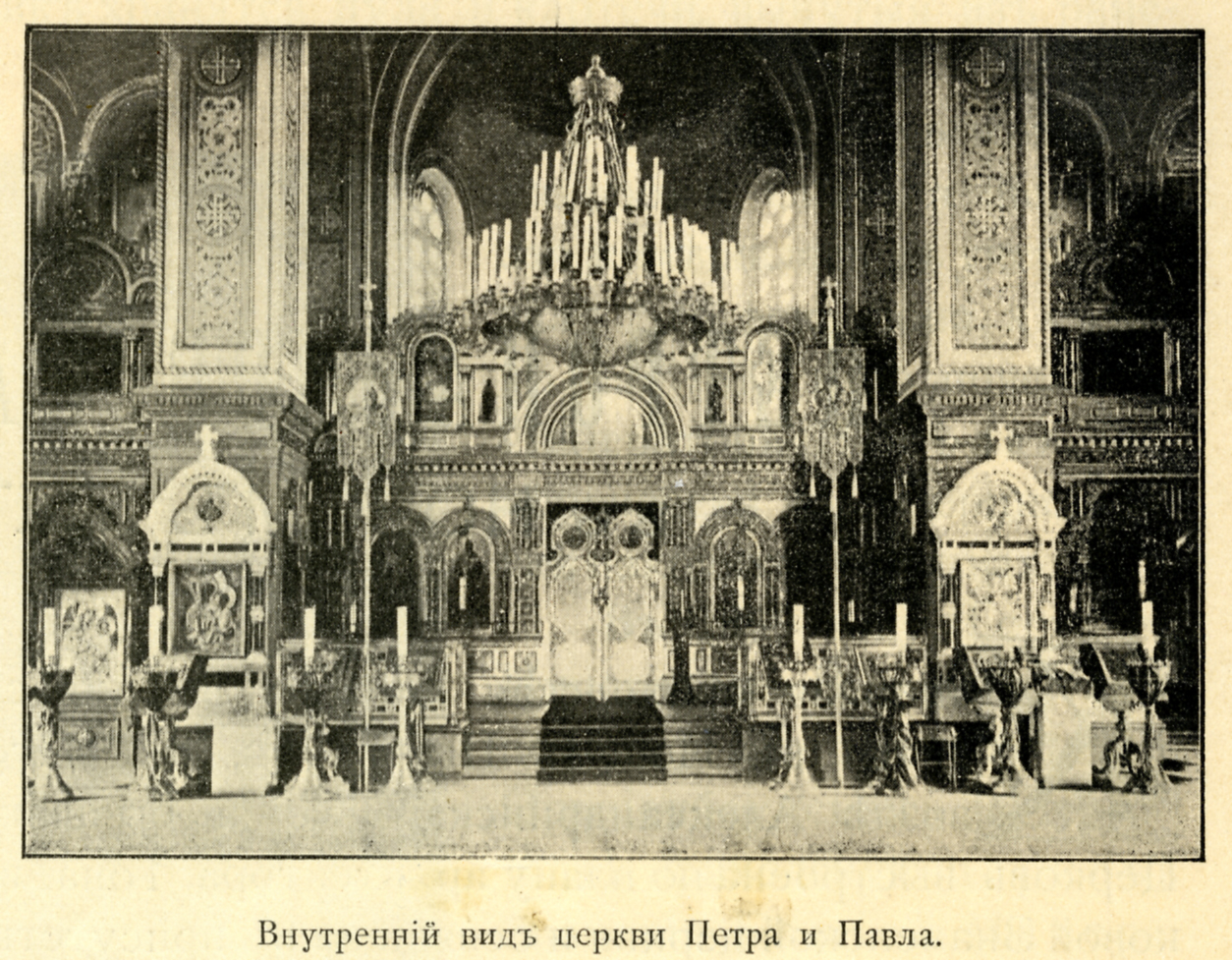
Фото 1900-х годов

Со́бор Свя́тых Петра́ и Па́вла — утраченный православный храм в Петергофе, располавшийся в Новом Петергофе, на площади, образованной на пересечении Никольской с Мариинской и Александринской улицами. Разрушен коммунистами в 1930 году.

## История
Храм был заложен 29 июня (11 июля) 1836 года.
Строительство велось на казённые средства по плану архитектора Константина Тона.
Освящение собора произошло 29 июня (11 июля) 1839 года духовником императора протопресвитером Николаем Музовским в присутствии самого Николая I и императрицы Александры Фёдоровны.
Собор изначально состоял в епархиальном ведомстве. В январе 1876 года храм был передан лейб-гвардии Уланскому её величества полку. Сюда же была перенесена походная церковь.
В результате передачи храма приходской причт был объединён с полковым, а в 1877 году переведён в военное ведомство. При этом при храме остался приход в прежних границах.
В 1890 году храм был реставрирован и перестроен по проекту архитектора Ивана Шапошникова при участии Николая Никонова и в нём был устроен придел Вознесения Господня, после чего 5 (17) июня он был вновь освящён протопресвитером военного и морского духовенства Александром Желобовским в высочайшем присутствии.
В 1922 году церковь была закрыта, 31 октября 1930 года снесена.
В июле 2022 года во время работ по замене труб инженерных сетей сотрудники Водоканала обнаружили крипту — нижнюю церковь разрушенного в 1930-м году собора. О находке уведомили ВООПИиК, однако никакого охранного статуса находке не присвоили. В результате, прямо через крипту прокладывают канализационные трубы. По сведениям краеведов, в крипте храма был погребён генерал-адъютант Алекандр Струков (1840—1911).

## Архитектура и убранство
Проект храма послужил основой проекта Царскосельского Екатерининского собора.
Собор был каменный, построен из кирпича на бутовом фундаменте. Купола храма были покрыты медью, а крыша — белым железом. Длина храма составляла 25,6 м; ширина — 18,5 м; высота с крестом — 33 м. Колокольня не была построена; колокола же помещались в арке над входом.
В закомарах находились барельефы, изображавшие Всевидящее Око, святых Николая Чудотворца, Марии Магдалины, царей Константина и Елены, Архангела Михаила, царицы Александры, Александра Невского и княгини Ольги. У входа в храм располагались изображения евангелистов и святых апостолов Петра и Павла.
Подвал в храме отсутствовал, но под алтарем была устроена ризница, в которую из алтаря вела лестница. Над притвором размещались хоры.
Первоначально в храме был один престол — во имя святых апостолов Петра и Павла; в 1890 году, после реконструкции собора, был устроен придел Вознесения Господня.
Трехъярусный иконостас церкви с византийскими мотивами изготовил известный резчик по дереву В. Захаров. Иконы были написаны академиком В. К. Сазоновым.
Среди достопримечательностей в храме находились:
- Покровцы, вышитые шёлковым гарусом императрицей Александрой Фёдоровной, принесённые в дар в мае 1897 года.
- Парчовые облачения духовенства, поднесённые императрицей к столетнему юбилею полка в 1903 году.
- Крест из горного хрусталя, украшенный аметистами. Дар герцога Евгения Максимилиановича Романовского 10 (22) августа 1898 года.
- Образ Страстей Христовых («Истязания Христа»), написанный Чезаре да Сесто на дереве. Прислан из Эрмитажа 15 (27) апреля 1838 года.
- Мундиры императоров Николая I, Александра II и Александра III и шефа полка великого князя Николая Николаевича.
- Сабля великого князя Николая Николаевич, украшенная бриллиантами, которой он был награждён в Русско-турецкую войну 1877—1878 годов.

## Духовенство
| Настоятели собора                 | Настоятели собора                                      |
| Даты                              | Настоятель                                             |
| --------------------------------- | ------------------------------------------------------ |
| … — 1841—1865                     | священник Иоанн Борисович Тихомиров                    |
| июль 1865—1869                    | священник Алексий Антонович Светлов (1829—1886)        |
| 1869—1875                         | священник Владимир Васильевич Беляев                   |
| 27 октября 1875 — 2 июля 1895     | протоиерей Феодор Иоаннович Смелов (1818—1895)         |
| 15 июня 1895 — 25 августа 1902    | протоиерей Пётр Васильевич Троицкий (1850- после 1917) |
| 17 августа 1902 — 14 декабря 1919 | протоиерей Иоанн Васильевич Смоленский (1848—1919?)    |
| 1920 — 12 мая 1922                | протоиерей Иоанн Степанович Лесков (1872—1938)         |

## Приписные храмы
Ко храму в разное время были приписаны:
- Церковь святого праведного Лазаря на кладбище, устроенная в 1852 году из каменной часовни.
- Церковь иконы Божией Матери «Утоли моя печали» на даче Дондуковых-Корсаковых. Храм был построен в 1798 году.
- Церковь во имя великомученика Иоанна Воина, построенная в 1906—1907 годах по проекту архитектора Е. С. Павлова. Храм находился в лагере полка близ деревни Куттузи Петергофского уезда. Деревянный храм был построен в древнерусском стиле, имел колокольню. Возведение и обустройство лагерной церкви осуществлялось под наблюдением князя М. С. Путятина, по желанию и личному указанию императрицы. Освящение храма произошло 24 июня (7 июля) 1907 года в присутствии Николая II. В 1912 году в церкви произошёл пожар, полностью уничтоживший её. В 1914 г. она была восстановлена в прежнем виде, однако после 1917 была закрыта и, по всей видимости, вскоре разобрана до основания.